# Область Прюфера
У комутативній алгебрі, областями Прюфера називається тип комутативних кілець які узагальнюють поняття кільця Дедекінда на випадок кілець, що не обов'язково є нетеровими. Ці кільця мають багато властивостей кілець Дедекінда але зазвичай лише для скінченнопороджених модулів. Названі на честь німецького математика Гайнца Прюфера.

## Означення
Для областей Прюфера існує досить багато еквівалентних означень.
Через ідеали кільця
- Кожен ненульовий скінченнопороджений ідеал I у кільці R є оборотним: тобто {\displaystyle \ I\cdot I^{-1}=R}, де {\displaystyle I^{-1}=\{r\in q(R):rI\subseteq R\}} і {\displaystyle \ q(R)} є поле часток R.  Еквівалентно, кожен ненульовий ідеал породжений двома елементами є оборотним.
- Для всіх (скінченнопороджених) ненульових ідеалів I, J, K R, виконується рівність:

{\displaystyle I\cap (J+K)=(I\cap J)+(I\cap K).}
- Для всіх (скінченнопороджених) ідеалів I, J, K R, виконується рівність:

{\displaystyle I(J\cap K)=IJ\cap IK.}
- Для всіх (скінченнопороджених) ненульових ідеалів I, J R виконується властивість:

{\displaystyle (I+J)(I\cap J)=IJ.}
- Для всіх скінченнопороджених ідеалів I, J, K R, якщо IJ = IK тоді J = K або I = 0.

За допомогою локалізацій

- Для кожного простого ідеалу P кільця R, локалізація RP є кільцем нормування.
- Для кожного максимального ідеалу m у R, локалізація Rm є кільцем нормування.
- R є цілозамкнутим і кожне кільце, що містить R і є підкільцем поля часток R  є перетином локалізацій кільця R

За допомогою поняття плоскості модуля
- Кожен R-модуль без кручень є плоским.
- Кожен ідеал кільця R є плоским
- Кожне кільце, що містить R і є підкільцем поля часток R є R-плоским модулем
- Кожен підмодуль плоского R-модуля є плоским.
- Якщо M і N є R-модулями без кручень тоді їх тензорний добуток M ⊗R N є модулем без кручень.
- Якщо I і J є ідеалами у R тоді I ⊗R J є модулем без кручень.
- Підмодуль кручень кожного скінченнопороджений модуль є прямим доданком, (Kaplansky, 1960).

За допомогою поняття цілого замикання
- Кожне кільце, що містить R і є підкільцем поле часток R є цілозамкнутим
- R є цілозамкнутим кільцем і є деяке ціле число n, таке що для всіх елементів a, b кільця R виконується рівність (a,b)n = (an,bn).
- R є цілозамкнуте і кожен елемент поля часток K кільця R є коренем многочлена у R[x] коефіцієнти якого породжують R як R-модуль, (Gilmer та Hoffmann, 1975, с. 81).

## Властивості
- Комутативне кільце є кільце Дедекінда якщо і тільки якщо воно є областю Прюфера і кільцем Нетер.
- Хоча області Прюфера можуть не бути нетеровими, вони завжди є когерентними кільцями, оскільки скінченнопороджені проективні модулі є скінченно пов'язаними.
- Хоча ідеали кільця Дедекінда породжуються двома елементами, для кожного додатного цілого числа n, існує область Прюфера скінченнопороджені ідеали якої породжуються не менше, ніж n елементами, (Swan, 1984).  Проте скінченнопороджені максимальні ідеали області Прюфера породжуються двома елементами, (Fontana, Huckaba та Papick, 1997, с. 31).
- Якщо R є областю Прюфера, і K є її поле часток, тоді будь-яке кільце S для якого R ⊆ S ⊆ K є областю Прюфера.
- Якщо R є область Прюфера, K є її поле часток, і L є алгебричним розширенням поля K, тоді ціле замикання R у L є областю Прюфера, (Fuchs та Salce, 2001, с. 93).
- Скінченнопороджений модуль M над областю Прюфера є проективним якщо і тільки якщо він є модулем без кручень. Ця властивість характеризує області Прюфера.
- Теорема Гілмера — Гофмана. Нехай R є областю цілісності, K її полем часток,  і S — цілим замиканням R у K. Тоді S є областю Прюфера якщо і тільки якщо кожен елемент K є коренем многочлена у R[X] хоч один із коефіцієнтів якого є оборотним елементом у R, (Gilmer та Hoffmann, 1975, Theorem 2).
- Область цілісності є область Прюфера якщо і тільки якщо підмодуль кручення є прямим доданком у випадку коли він є скінченнопородженим, (Kaplansky, 1960).

## Приклади
- Кільце цілих функцій на множині комплексних чисел утворюють область Прюфера.
- Кільце многочленів із раціональними коефіцієнтами, значення яких на множині цілих чисел теж є цілими числами є областю Прюфера, на відміну від кільця Z[X]. (Narkiewicz, 1995, с. 56).
- Тоді як кожне кільце цілих чисел є кільцем Дедекінда, їх об'єднання, кільце цілих алгебричних чисел є областю Прюфера.

## Узагальнення
Кільцем Прюфера називається комутативне кільце у якому кожен ненульовий скінченнопороджений ідеал усі елементи якого не є дільниками нуля є оборотним (тобто, проективним).